# Hallines
Hallines település Franciaországban, Pas-de-Calais megyében. Lakosainak száma 1202 fő (2022. január 1.). Hallines Wizernes, Pihem, Remilly-Wirquin, Wisques, Esquerdes és Helfaut községekkel határos.

## Népesség
A település népességének változása:
| Lakosok száma | 1240 | 1218 | 1226 | 1195 | 1200 | 1206 | 1211 | 1207 | 1202 |
|               | 2013 | 2015 | 2016 | 2017 | 2018 | 2019 | 2020 | 2021 | 2022 |